# Longwy
Longwy är en kommun och stad i departementet Meurthe-et-Moselle i regionen Grand Est (tidigare regionen Lorraine) i nordöstra Frankrike. Kommunen ligger i kantonen Longwy som tillhör arrondissementet Briey. År 2022 hade Longwy 15 492 invånare.
Vid Longwy byggdes på 1600-talet en fästning av Sébastien Le Prestre de Vauban, som intogs av tyskarna 1792, 1815 och 1871. Under första världskriget intogs Longwy 26 augusti 1914 av tyske kronprinsens armé, sedan 3:e franska armen efter nederlaget i slaget vid Longwy 22-26 augusti tvingats retirera till Verdun.

## Befolkningsutveckling
Antalet invånare i kommunen Longwy
| Referens: INSEE |